# 如果一切重来
《如果一切重来》（法語：Si c'était à refaire）是法国作家马克·李维的第十三部小说。该书于2012年3月29日由罗贝尔·拉丰出版社发行纸质版，由Versilio出版社发行电子版。

## 情节

### 引入
安德鲁·斯迪曼，39岁，是《纽约时报》的特派記者。他刚刚与青梅竹马的同学结婚。
2012年7月9日早晨，他沿着哈德遜河奔跑时，突然遭到袭击：有人从背后用刀刺入了他的肋骨。一阵剧痛穿透了他的背部，他倒在一片血泊中。
安德鲁在2012年5月7日恢复意识，也就是他遇害的两个月前。从那时起，他有62天的时间去找出想要杀死他的凶手。

### 安德鲁的调查
安德鲁在调查中得到了他的好友——西蒙的帮助，西蒙是一名汽车销售员；此外，他还认识了一名警察——皮勒格警长，这个角色曾在马克·李维的第一部小说《假如这是真的》中出现过。
这是否是他的同事奥尔森所为？是因为他对安德鲁的成功感到嫉妒？奥尔森是否吸毒？他为什么会购买稀有的狩猎工具？他的秘密是什么？
他的谋杀又是否与他在去世前进行的旅行有关？他必须追随奥尔蒂斯的脚步再次前往阿根廷，奥尔蒂斯是20世纪70年代军政府的前士兵，他是否参与过屠杀数百名无辜者并抢走婴儿的行动？
或者，这是否与卡佩塔有关？她是否因安德鲁进行的一项关于中国黑帮偷卖儿童并转售到美国孤兒院的调查而试图杀害安德鲁？